# Кубута (аеродром)
Аеродро́м «Кубута» (англ. Airport Kubuta) — аеродром Свазіленду, розташований поряд з містечком Кубута.